# H
A letra H (agá) é a oitava letra do alfabeto latino.
É a única letra do alfabeto que, em palavras nativas da língua portuguesa, não tem valor fonético, ou seja, não tem som algum. Entretanto, brasileiros costumam pronunciar o «h» em empréstimos recentes vindos de línguas estrangeiras onde essa letra é pronunciada como semiconsoante – hashi, hikikomori, jihad, hijab, high-tech, Halloween, Ohio, happy hour, handebol, Valhalla, Helheim, Muspelheim (Note que nas palavras nórdicas as letras «l» e «h» não formam o dígrafo habitual, mas são pronunciadas separadamente), etc. –, usando-se do fonema /ʁ/ (Foneticamente costuma ocorrer como [ʀ̥], [h] ou [ɦ], daí a associação), o som de «r» inicial ou «rr» em palavras nativas, também usado para outros sons guturais como o J castelhano, usado em mais empréstimos como jalapeño, Guadalajara, Jerez, Don Juan, etc.
Na maioria dos dialetos do português europeu, o som mais próximo do «h» semiconsoante gutural de outras línguas, além do fonema representado pelo «rr» (geralmente uvular em Portugal, outros países lusófonos, no Rio de Janeiro e entre uma minoria de falantes em outros estados do Centro-Sul), seria o «g», AFI: [ɣ], em trigo ou seguro (um som que provavelmente seria identificado como «rr» por brasileiros), porém os portugueses costumam nunca pronunciar a letra agá.

## História
Historiadores acreditam que essa letra surgiu inicialmente de um hieróglifo egípcio que representava uma peneira. Mil anos depois os sumérios usariam a mesma letra para designar um som gutural. Os fenícios a chamaram de heth (cerca), porque seu desenho se assemelhava a essa forma. Por volta de 900 a.C. os gregos adotaram a letra e como não pronunciavam a primeira parte desta, a denominaram simplesmente de êta. Seu formato já era bastante semelhante ao H moderno.

## Fonética e códigos
"H" não é propriamente consoante e nem vogal, porque não tem valor algum de som ou ruído, sendo assim, tornando impossível a existência de fonemas que apontem para ela. Oficialmente, esta letra é apenas classificada como letra diacrítica, pois é, propriamente dita, a segunda letra de um dígrafo. Só tem valor na indicação das palavras: ch (chave), lh (palha), nh (manhã). Conserva-se no início e no fim das interjeições como acento de aspiração: ah!, eh!, ih!, oh!, uh!, hem!, (ou hein!), hum!. Não confundir com onomatopeia.
Conserva-se nas palavras que exigem ampla etimologia: hoje, homem, hora, haver, etc. Conserva-se nos termos compostos quando os elementos estão ligados por hífen: anti-histamínico, pré-histórico, sobre-humano. Quando os elementos estão justapostos, a letra desaparece: desarmonia, desumano, reaver, lobisomem.
| Combinações de duas letras              | Combinações de duas letras | Combinações de duas letras | Combinações de duas letras | Combinações de duas letras | Combinações de duas letras | Combinações de duas letras | Combinações de duas letras | Combinações de duas letras | Combinações de duas letras | Combinações de duas letras | Combinações de duas letras | Combinações de duas letras | Combinações de duas letras | Combinações de duas letras | Combinações de duas letras | Combinações de duas letras | Combinações de duas letras | Combinações de duas letras | Combinações de duas letras | Combinações de duas letras | Combinações de duas letras | Combinações de duas letras | Combinações de duas letras | Combinações de duas letras | Combinações de duas letras |
| --------------------------------------- | -------------------------- | -------------------------- | -------------------------- | -------------------------- | -------------------------- | -------------------------- | -------------------------- | -------------------------- | -------------------------- | -------------------------- | -------------------------- | -------------------------- | -------------------------- | -------------------------- | -------------------------- | -------------------------- | -------------------------- | -------------------------- | -------------------------- | -------------------------- | -------------------------- | -------------------------- | -------------------------- | -------------------------- | -------------------------- |
| Ha                                      | Hb                         | Hc                         | Hd                         | He                         | Hf                         | Hg                         | Hh                         | Hi                         | Hj                         | Hk                         | Hl                         | Hm                         | Hn                         | Ho                         | Hp                         | Hq                         | Hr                         | Hs                         | Ht                         | Hu                         | Hv                         | Hw                         | Hx                         | Hy                         | Hz                         |
| HA                                      | HB                         | HC                         | HD                         | HE                         | HF                         | HG                         | HH                         | HI                         | HJ                         | HK                         | HL                         | HM                         | HN                         | HO                         | HP                         | HQ                         | HR                         | HS                         | HT                         | HU                         | HV                         | HW                         | HX                         | HY                         | HZ                         |
| Combinações letra-número e número-letra |                            |                            |                            |                            |                            |                            |                            |                            |                            |                            |                            |                            |                            |                            |                            |                            |                            |                            |                            |                            |                            |                            |                            |                            |                            |
|                                         |                            | H0                         | H1                         | H2                         | H3                         | H4                         | H5                         | H6                         | H7                         | H8                         | H9                         |                            |                            | 0H                         | 1H                         | 2H                         | 3H                         | 4H                         | 5H                         | 6H                         | 7H                         | 8H                         | 9H                         |                            |                            |

## Significados
- Commons
- Wikiquote
- Wikcionário

- H
  - símbolo químico do hidrogénio
  - histidina, um aminoácido
  - H, símbolo da unidade de medida Henry da indutância.
- h
  - hecto, um prefixo do Sistema Internacional que significa cem
- {\displaystyle \mathbb {H} }
  - o conjunto dos quaterniões ou quatérnio.